# Trollinger

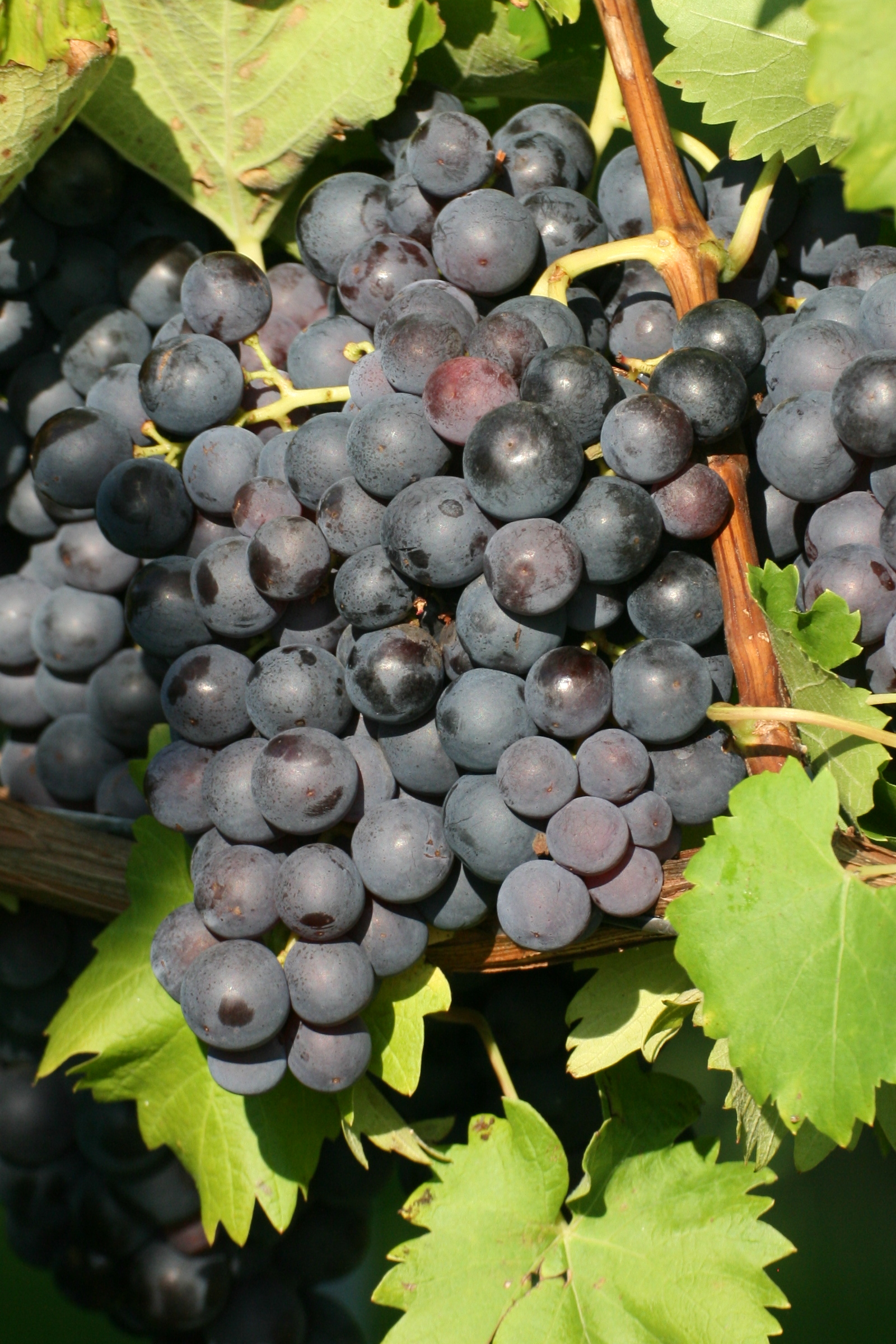
Trollinger-Traube

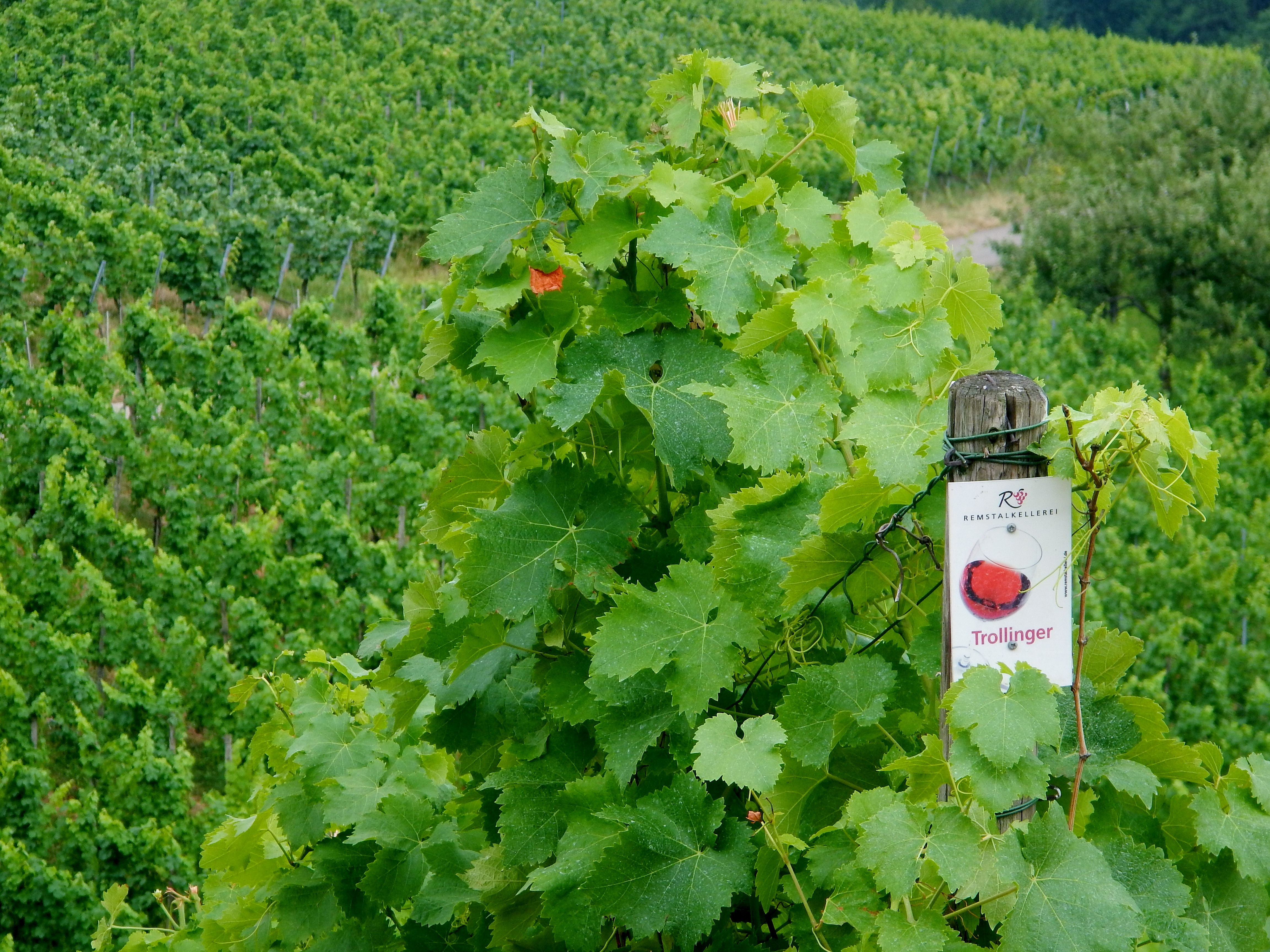
Trollinger Weinberg bei Weinstadt östlich von Stuttgart

Der Trollinger ist ein deutscher Rotwein aus der gleichnamigen Rebsorte Trollinger. Der Name ist aus „Tirolinger“ entstanden, da die zugrundeliegende Rebsorte Großvernatsch aus dem südlichen historischen Tirol stammt. Seit Jahrhunderten im Weinbaugebiet Württemberg bekannt und dominant, gibt es kleinere Anbauflächen im angrenzenden Kraichgau (Weinbaugebiet Baden).
Der Name ist ab dem Mittelalter im deutschsprachigen Raum nördlich der Alpen bis in die Pfalz für Weine aus Tirol gebräuchlich, zum Beispiel in Württemberg in Zollordnungen von ca. 1560 und 1661. Aus verschiedenen Quellhinweisen wird eine Anpflanzung in größeren Mengen in Württemberg ab dem 16. oder spätestens 17. Jahrhundert angenommen.
Gute Trollingerweine sind rubinrot und werden aufgrund vergleichsweise hoher Säurewerte (die durchschnittlichen Werte liegen bei 7–10 g/l) mit den Attributen „frisch“ und „saftig“ beschrieben. Sie benötigen keine langen Lagerzeiten und sind meist innerhalb eines Jahres trinkreif. Trollinger-Weine werden fast nie als Prädikatsweine ausgebaut. Bei Prädikatsweinen darf die Maische nicht zusätzlich aufgezuckert werden. Der eigene Zucker des Trollingers liegt auch bei bester Qualität selten über 180 Gramm pro Liter. Sein Mostgewicht von 75 Grad Öchsle reicht für die Weinproduktion solcher Qualitäten nicht aus. Ein Großteil des Trollingers wird mit Lemberger-Weinen verschnitten, entweder als Trollinger mit Lemberger oder seltener als Lemberger mit Trollinger, die jeweils erstgenannte Rebsorte macht den größeren Anteil des Verschnitts aus. Hell gekeltert ergeben sie einen lachsfarbenen Weißherbst, einen aus roten Trauben durch direktes Abpressen erzeugten hellen Wein.
Der Trollinger ist der Inbegriff des schwäbischen Viertele-Weines – und damit Ausdruck einer bodenständigen Weinkultur im Württembergischen; der Wertschätzung, die er in seinem Hauptanbaugebiet erfährt, steht außerhalb davon weitgehende Ablehnung entgegen.
Seit dem Jahr 2001 findet in Heilbronn jährlich der Trollinger-Marathon statt.

## Anbau
Im Jahr 1999 wurden 2530 Hektar erhoben. Im Jahr 2018 waren in Deutschland 2172 Hektar (2,1 % der deutschen Rebfläche) mit der Rebsorte Trollinger bestockt. Mit insgesamt 2139 Hektar steht beinahe der gesamte Bestand Deutschlands im Weinbaugebiet Württemberg. In diesem Weinbaugebiet stellt die Rebsorte 18,7 % des lokalen Rebsortenspiegels.

## Synonyme
Aufgrund der früheren weiten Verbreitung vor allem als Tafeltraube ist der Trollinger unter mindestens 201 Namen bekannt: siehe Liste bei Trollinger (Rebsorte).